# Tuabatan
Tuabatan is een bestuurslaag in het regentschap Timor Tengah Utara van de provincie Oost-Nusa Tenggara, Indonesië. Tuabatan telt 1231 inwoners (volkstelling 2010).